# 波
波 (vague) est un kanji composé de 8 traits et fondé sur 水.
Il se lit は (ha) ou ひ (hi) en lecture on et なみ (nami) en lecture kun.
Son caractère Unicode est 6CE2.

## Exemples
- かめはめ波 (Kamehameha) : Kamé Hamé Ha